# Alejandro Colunga
Alejandro Colunga est un peintre, sculpteur et graveur mexicain.

## Ses débuts
Alejandro Colunga est né à Guadalajara le 11 décembre 1948. Il a étudié l'architecture entre 1967 et 1971 puis la musique et l'anthropologie en 1971-1973 au Conservatoire del Estado de Jalisco. Colunga est un autodidacte dans l'art de la peinture  et de la sculpture. Il a également largement étudié des langues étrangères.

## Biographie
Alejandro Colunga est un artiste peintre mexicain qui a joué un rôle important dans le mouvement artistique mexicain.
Son travail se caractérise par l'intensité de son imagination et son expression artistique passionnée par son attirance pour l'inexplicable, à des situations de commun. Il a gagné une reconnaissance internationale dans le cadre de son talent visionnaire. Pour ce qui est généralement considéré comme un fantasme et le surréalisme. Cela est évident dans sa fascination pour la poursuite de la transformation de l'animé à inanimé. Son travail se caractérise par un humour incisif, la facilité iconographique et esthétique entrecoupées de langues qui se révèle, à la fois dans la peinture et la sculpture, et de souligner l'affinité de l'artiste avec ces importants peintres contemporains néo-expressionnistes tels que Francis Bacon et James Borges. Son travail a été exposé en Europe, en Asie et en Amérique. Ainsi que aussi partie d'importantes collections privées a participé à nombreuses expositions solos et de groupe et des expositions permanentes son travail dans divers musées au Mexique et à l'étranger Citant quelques exemples C'est le cas de l'Amparo Museo à Puebla ainsi série reconnue de huit sculptures de son «Mar del Rotonda" est une collection de chaises en bronze a été créé et installé sur le front de mer dans la ville de Puerto Vallarta Jalisco, ainsi que aussi les chaises sont installées dans le Jalisco Main Plaza Guadalajara où en 2008 il rend hommage à une grande exposition de sa carrière au Musée des Arts de l'Université de Guadalajara et l'Institut culturel Cabanas Musée ainsi que les sculptures géantes dans le Musée du comté de Naasau à Long Island à New York où ils sont imprimés avec des artistes tels que Fernando Botero

## La technique d'Alejandro Colunga

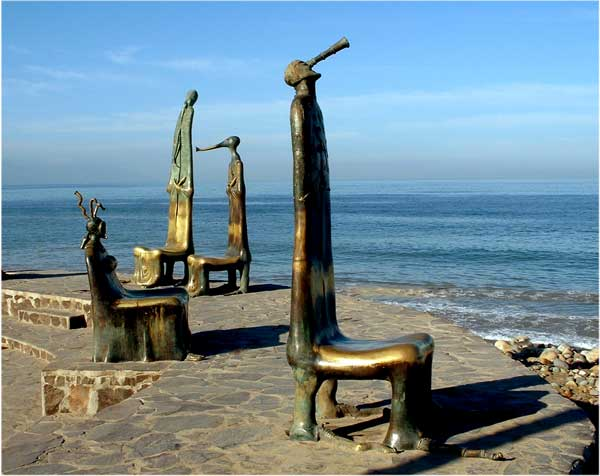
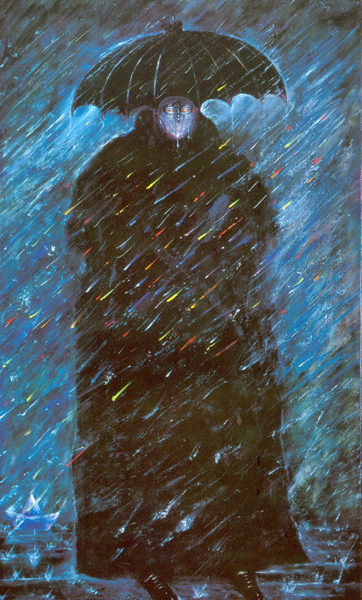
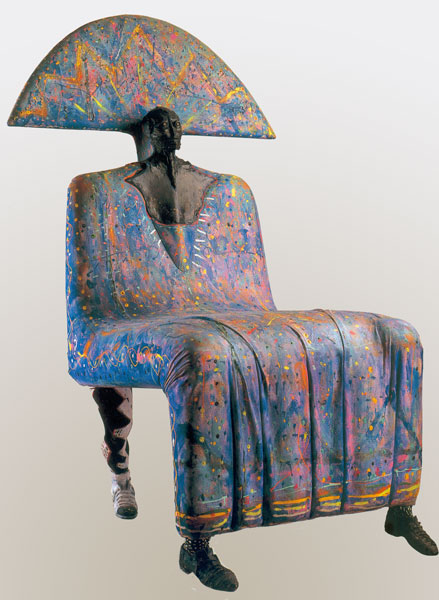
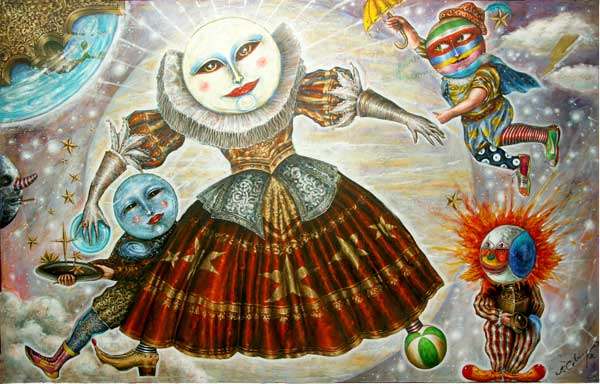
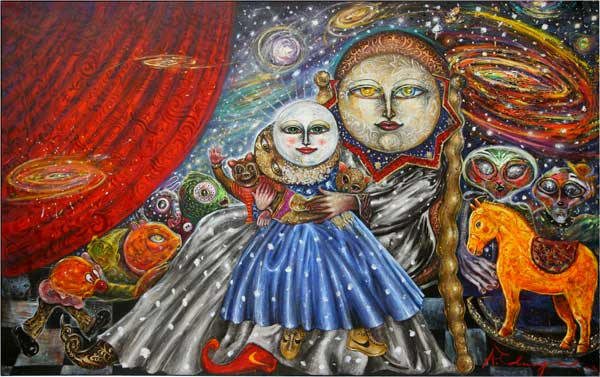
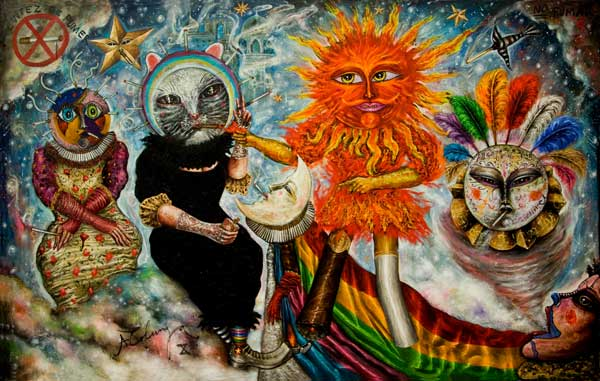
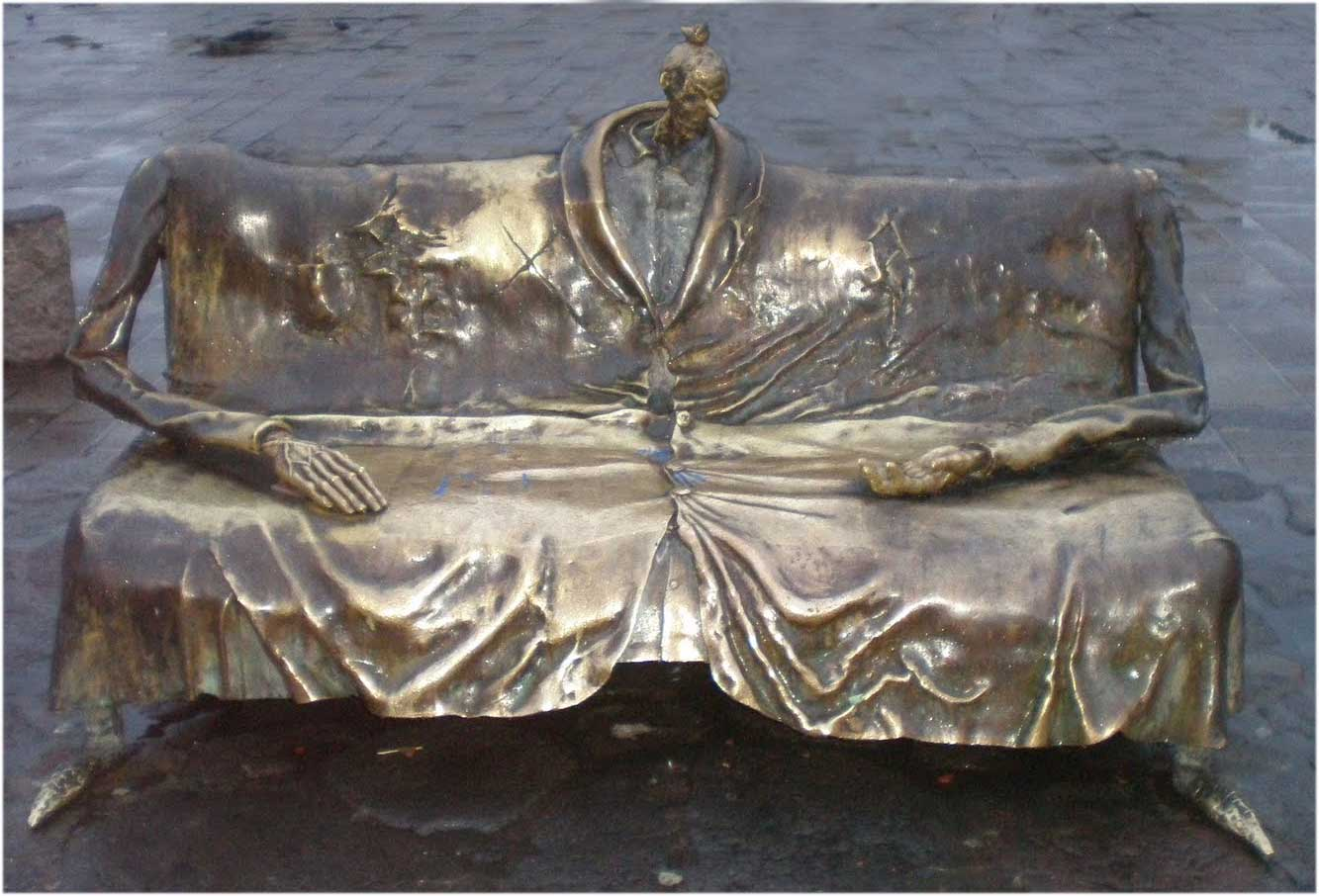
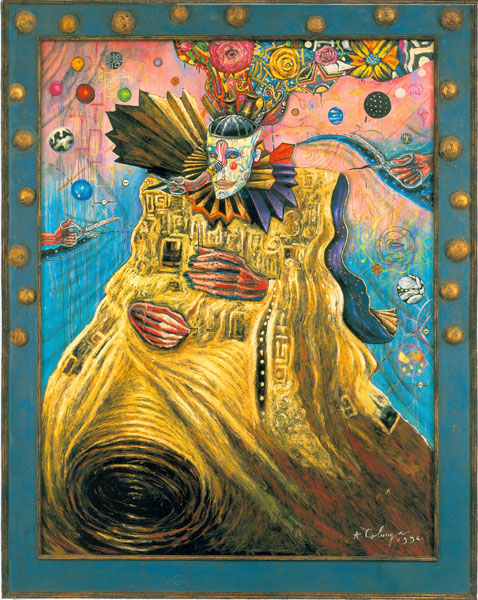
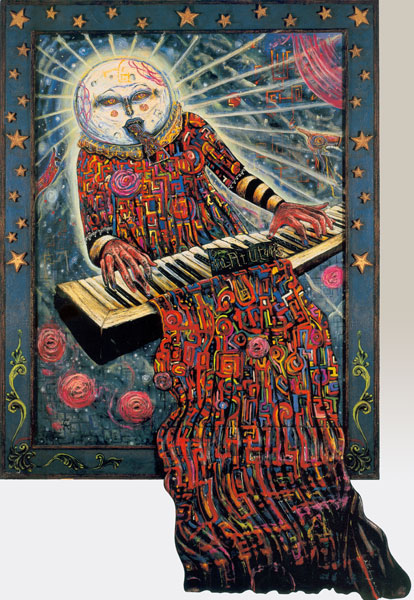
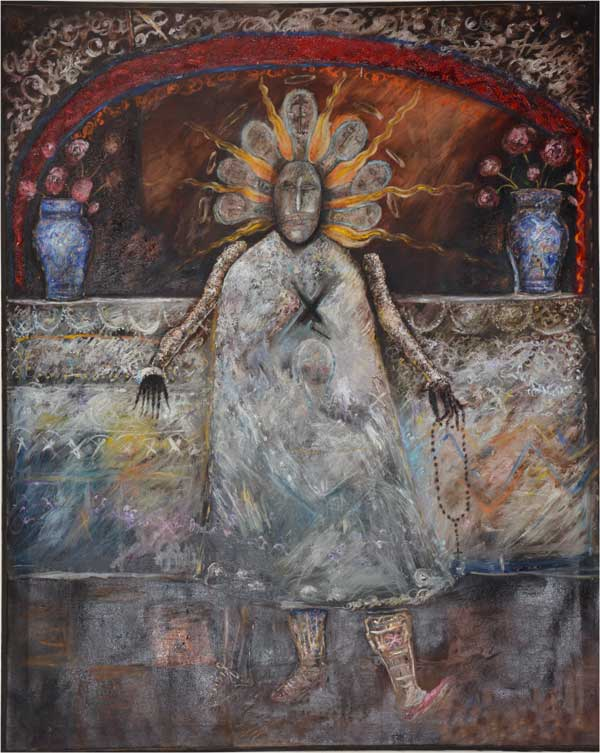
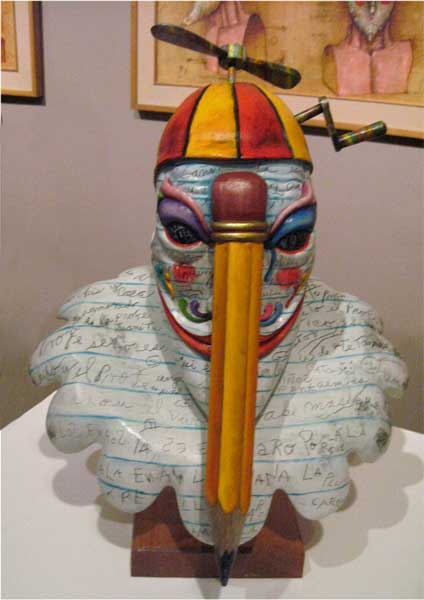
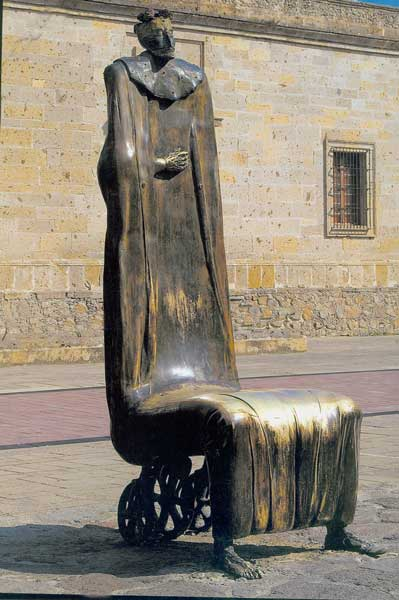

## Expositions
- 1976 Musée d'Art Moderne, Michoacán Morelia.
  - Musée d'Art Contemporain, Bahia, Brésil.
- 1980 Museo de Arte Moderno, Mexico, D. F.
- 1982 Museum of Art, Modern O.E.A., Washington, D. C.
- 1988 Prix Minerva pour les arts, Guadalajara, Jalisco.
- 1994 Jalisco Prix Arts, Guadalajara, Jal. Mexique.
- 1995 Architecture Award pour son installation interactive, «Le Conseil des Mages", Guadalajara, Jal.
- 1998 Sala »Alejandro Colunga" exposition permanente dédiée à son travail, Museo Amparo, Puebla, Pue.
- 1999 Musée régional, "Ancestral Embrace", Guadalajara, Jal. Mexique.
- 2006 Exposition permanente à la Collection du Musée du comté de Nassau, Long Island, N. York.
- 2007 Prix national «huit piliers d'or." Guadalajara, Mexique